# Stogursey Castle
Stogursey Castle er en middelalderborg, der ligger syd for landsbyen Stogursey i Somerset, England. Den blev opført i slutningen af 1000- elle rbegyndelsen af 1100-tallet. Størstedelen af borgen er i dag ruiner, men en stråtækt portbygning er fortsat bevaret, og det er en listed building af andne grad. Den udlejes af Landmark Trust som feriebolig.